# Jaume Subirà i Oliveras
Jaume Subirà i Oliveras   (Martorelles, 28 de juny de 1954), conegut familiarment com a Subi, és un ex-pilot de trial català. Durant la dècada del 1970 i començaments de la del 1980 va ser un dels competidors destacats del Campionat del Món de trial i un dels màxims aspirants al Campionat d'Espanya, títol que no aconseguí mai malgrat haver assolit el subcampionat els anys 1976, 1977 i 1982.

## Trajectòria esportiva
Subirà començà a practicar el trial a 17 anys, amb una Montesa Cota 247 que es comprà producte dels seus estalvis (treballava com a especialista de reparacions de grues torre, tot enfilant-s'hi amb un cable). Més tard, passà a treballar de mecànic i a participar regularment en competicions de trial amb el suport de l'escuderia Isern. A finals de 1973, gràcies als seus èxits en competició, Montesa el fitxà com a segon pilot del seu equip de fàbrica, al costat de Quico Payà. Un cop entrat a Montesa, a banda de competir amb l'equip oficial va fer de mecànic de Payà i va treballar al departament de curses i investigació de l'empresa. Des d'allà participà entre d'altres en el desenvolupament de la futura Cota 348, el prototip de la qual validava abans que el provés en competició Malcolm Rathmell.

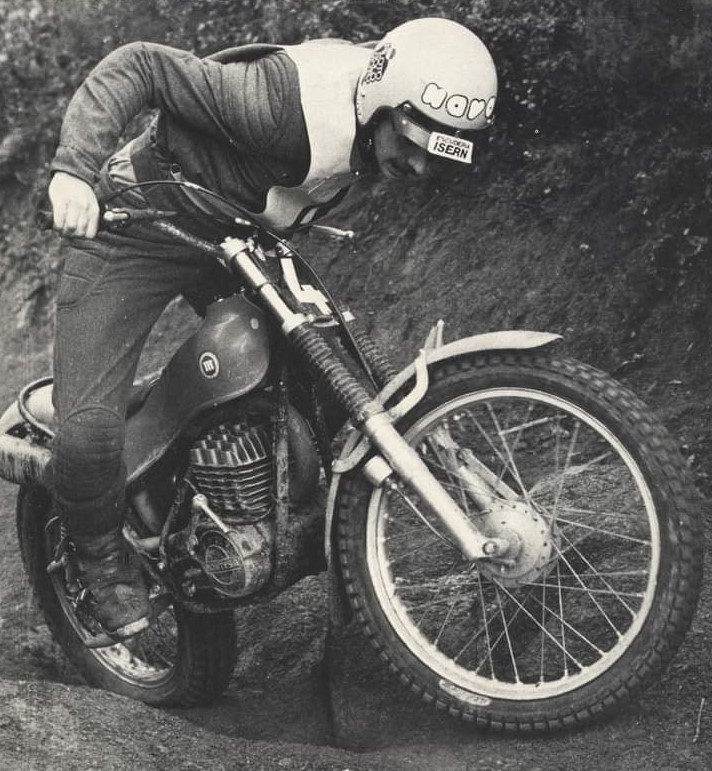
Jaume Subirà amb la Montesa Cota 348 al Campionat d'Espanya de 1976

Durant anys, Subirà i Montesa formaren un tàndem guanyador que fou el principal rival de Bultaco al campionat d'Espanya, on el de Martorelles aconseguí diversos subcampionats i tercers llocs darrere de Manuel Soler primer i de Toni Gorgot més tard. Al costat de Soler, Subirà fou dels primers catalans a protagonitzar actuacions destacades al campionat del món: la temporada de 1979 assolí un meritori segon lloc darrere de Bernie Schreiber a la prova catalana, el Trial de Sant Llorenç. Però el seu resultat més destacat amb Montesa fou la victòria al I Trial Indoor Solo Moto, el 1978, davant dels principals pilots internacionals del moment.
El 1980, uns quants anys després de la seva entrada a Montesa, Subirà va decidir deixar la marca a causa d'un seguit de desacords amb el cos tècnic i va fitxar per Fantic després de contactar amb els primers importadors de la marca italiana al país, els germans Soler de Basella. Fantic s'estrenava aquell any al Campionat del Món després que el 1979 hi hagués participat en alguna prova amb un prototip de 180 cc (un prototip derivat del seu prometedor primer model de trial, creat amb la col·laboració del Campió d'Europa Don Smith). A partir de 1980, Subirà passà a ser el màxim desenvolupador dels models de trial de l'empresa italiana: la innovadora Fantic 200 primer i la 240 ben aviat. Amb Fantic, Subirà aconseguí diversos èxits, entre els quals el segon lloc darrere de Bernie Schreiber al trial de Txecoslovàquia el mateix 1980 i el quart lloc als Sis Dies d'Escòcia el 1981, un resultat molt destacat per la premsa de l'època pel fet de tractar-se d'una motocicleta de petita cilindrada i poca experiència internacional (a banda, era el millor resultat mai obtingut per un català en aquella emblemàtica prova). Pocs anys després, Fantic aconseguiria nombrosos èxits amb pilots com ara Gilles Burgat, Steve Saunders i Thierry Michaud, qui hi guanyà tres Campionats del Món.
Des que passà a Fantic, la seva carrera esportiva i professional anà lligada a aquella marca italiana, de la qual fou distribuïdor per a l'estat espanyol fins al tancament de la fàbrica el 1997. Quan Fantic plegà, Subirà n'heretà totes les peces de recanvi que quedaven en estoc, així com el prototip de la que havia de ser la futura i innovadora moto de trial de la marca, la Fantic Casta.

## Actualitat
Subirà col·laborà durant anys amb el Moto Club Gavà, presidit per José Manuel Alcaraz (pare del Campió d'Europa José Manuel Alcaraz) en l'organització de l'Open Trial de Catalunya, campionat de trial que a finals dels anys 90 i començament del segle xxi tingué molta anomenada.
El 5 d'abril del 2011, Subirà fou contractat per Ossa com a Director de l'equip de competició de la marca, atès que el càrrec quedà vacant en abandonar l'empresa el seu antic responsable, Marc Colomer. Subirà estigué vinculat a Ossa fins que la fusió amb Gas Gas i la consegüent crisi d'aquesta en causaren el tancament cap al 2014. Poc després creà una empresa amb seu a Martorelles dedicada a la preparació de motocicletes de trial clàssiques, Subirà Classic Motorcycles, des de la qual ofereix tota mena de serveis i accessoris per a aquesta mena de motocicletes, especialment per a les antigues Bultaco i Fantic.
A data de 2018, Jaume Subirà seguia competint en proves de trial per a motocicletes clàssiques i dirigint el seu negoci a Martorelles.

## Palmarès
| Any  | Motocicleta | Campionat del Món | Campionat d'Espanya | Altres                        |
| ---- | ----------- | ----------------- | ------------------- | ----------------------------- |
| 1974 | Montesa     | -                 | 4t                  |                               |
| 1975 | Montesa     | -                 | 4t                  |                               |
| 1976 | Montesa     | 14è               | 2n                  |                               |
| 1977 | Montesa     | 25è               | 2n                  |                               |
| 1978 | Montesa     | 9è                | 3r                  |                               |
| 1979 | Montesa     | 11è               | 3r                  | 2n al Trial de Sant Llorenç   |
| 1980 | Fantic      | 10è               | 3r                  | 2n al Trial de Txecoslovàquia |
| 1981 | Fantic      | 9è                | 3r                  | 4t als SSDT                   |
| 1982 | Fantic      | 11è               | 2n                  |                               |
| 1983 | Fantic      | 14è               | 7è                  |                               |